# Campeonato Mundial de Hóquei no Gelo de 2008
O Campeonato Mundial de Hóquei no Gelo de 2008 foi disputado em cinco níveis.

## Elite
A divisão de elite deste ano foi disputada no Canadá, entre os dias 2 e 8 de maio. O formato é o mesmo dos torneios anteriores. É a segunda vez na história que um país americano sediou o evento. Teve a Rússia como campeã, batendo os donos da casa por 5 a 4 no overtime, com um gol de Ilya Kovalchuk enquanto jogavam em power play.
Classificação Final
1. Rússia
2. Canadá
3. Finlândia
4. Suécia
5. República Tcheca
6. Estados Unidos
7. Suíça
8. Noruega
9. Bielorrússia
10. Alemanha
11. Letônia
12. Dinamarca
13. Eslováquia
14. França
15. Eslovênia - rebaixada para primeira Divisão de 2009
16. Itália - rebaixada para primeira Divisão de 2009

## Primeira divisão
A primeira divisão foi disputada em 2 grupos: o primeiro competirá na Áustria, e o segundo no Japão. Ambos começaram dia 13 de abril e acabaram no dia 19 do mesmo mês. Áustria e Hungria se garantiram na elite no próximo ano.
Grupo A
1. Áustria - promovido para a Elite de 2009
2. Cazaquistão
3. Polônia
4. Reino Unido
5. Países Baixos
6. Coreia do Sul - rebaixada para a segunda divisão de 2009

Grupo B
1. Hungria - promovida para a Elite de 2009
2. Ucrânia
3. Japão
4. Lituânia
5. Croácia
6. Estônia - rebaixada para a segunda divisão de 2009

## Segunda divisão
A segunda divisão também foi dividida em 2 grupos: o primeiro sediado na Romênia e o segundo na Austrália. Ambos ocorrem entre 7 e 13 de abril. Os donos da casa venceram os seus respectivos torneios.
Grupo A
1. Romênia - promovida para a primeira divisão de 2009
2. Bélgica
3. Sérvia
4. Israel
5. Bulgária
6. Irlanda - rebaixada para a terceira divisão de 2009

Grupo B
1. Austrália - promovida para a primeira divisão de 2009
2. China
3. Espanha
4. México
5. Islândia
6. Nova Zelândia - rebaixada para a terceira divisão de 2009

## Terceira divisão
A terceira divisão aconteceu em Luxemburgo, de 31 de março a 6 de abril. Coréia do Norte e África do Sul subiram para segunda divisão do próximo torneio.
Classificação final
1. Coreia do Norte - promovida para a segunda divisão de 2009
2. África do Sul - promovida para a segunda divisão de 2009
3. Luxemburgo
4. Turquia
5. Grécia
6. Mongólia

## Etapa de classificação
A etapa de classificação aconteceu em Sarajevo, Bósnia e Herzegovina, entre 15 e 17 de fevereiro. Foi vencida pela Grécia, que não disputava um torneio oficial havia 9 anos. Disputou a terceira divisão em Luxemburgo.
Classificação final
1. Grécia - qualificada para a terceira divisão de 2008
2. Bósnia e Herzegovina
3. Armênia